# يان كلوف
يان كلوف (بالإنجليزية: Ian Clough)‏ هو متسلق جبال بريطاني، ولد في 1937 في برادفورد في المملكة المتحدة، وتوفي في 30 مايو 1970.